# Anna Hutchison
Anna Hutchison, née le 8 février 1986 à Auckland, est une actrice néo-zélandaise.

## Biographie
Durant son adolescence, Anna Hutchison fait du mannequinat avant d'intégrer en 2002 la distribution du soap opera Shortland Street tout en continuant ses études. Elle fait ensuite un peu de théâtre et joue des rôles principaux dans les séries télévisées Power Rangers : Jungle Fury et Go Girls (en), avant d'interpréter la petite amie d'un gros trafiquant de drogue dans la série à succès australienne Underbelly.
Elle établit sa notoriété internationale en jouant l'un des rôles principaux dans le film d'horreur La Cabane dans les bois, succès critique et commercial tourné en 2009 mais qui ne sort au cinéma qu'en 2012. En 2008, elle joue le rôle de Lily Chilman la Ranger Jaune dans Power Rangers : Jungle Fury. En 2013, elle joue le rôle d'une aristocrate romaine, Laeta, capturée par Spartacus et qui deviendra son amante dans la dernière saison de cette série.
En 2015, elle est l'actrice principale du célèbre téléfilm Pauvre petite fille riche,.

## Filmographie

### Cinéma
- 2012 : La Cabane dans les bois : Jules Louden
- 2013 : Blinder (en) : Rose Walton
- 2015 : The Night Before : Kayla
- 2015 : Wrecker : Emily Kirk
- 2017 : Vengeance : Teena
- 2018 : Encounter de Paul Salamoff : Jessica Dawkins
- 2019 : Robert the Bruce de Richard Gray : Morag (également productrice)

### Télévision
- 2002-2004 : Shortland Street (soap opera, rôle régulier) : Delphi Greenlaw
- 2006 : Wendy Wu (téléfilm) : Lisa
- 2008 : Power Rangers : Jungle Fury (série télévisée, 32 épisodes) : Lily Chilman
- 2008 : Legend of the Seeker : L'Épée de vérité (saison 1, épisode 7) : Bronwyn
- 2009 : Underbelly (série télévisée, 10 épisodes) : Alison Dine
- 2009 - 2012 : Go Girls (en) (série télévisée, 37 épisodes) : Amy Smart
- 2011 : Sea Patrol (série télévisée, saison 5, épisode 10) : Jodie
- 2011 : Wild Boys (en) (série télévisée, 10 épisodes) : Emilia Fife
- 2013 : Spartacus : La Guerre des damnés (série télévisée, 9 épisodes) : Laeta
- 2013-2014 : Anger Management (série télévisée, 6 épisodes) : Sasha
- 2015 : Pauvre petite fille riche : Kimberly
- 2016 : Je te surveille (Wrong Swipe) (téléfilm) : Anna
- 2018 : Que meure la mariée ! (Murder at the Mansion)  (téléfilm) : Deanna
- 2019 : Souviens-toi, notre secret l'été dernier (Secrets at the Lake) (téléfilm) : Megan Myers
- 2021 : La tricoteuse amoureuse : Sophie Markham